# アモラル
アモラル (Amoral)は、フィンランド・ヘルシンキ出身のヘヴィメタルバンド。2008年までは、テクニカルデスメタル/デスラッシュバンドであったが、ボーカリストの交代により、音楽性をパワーメタルへと大きく転換した。

## 略歴
1997年終わり頃にベン・ヴァロン (G)とユハナ・カールソン (Ds)の2名で結成。ベンとユハナは学友で、このバンドには学友たちが出たり入ったりしていた。その後、シルヴァー・オーツ (G)が参加するようになる。ただしこの時はシルヴァーは正式加入しておらず、セッションで参加していた形であった。結成後は、しばらくこの3名を中心に他メンバーは流動的なまま活動を継続する。この時期はパンテラやメタリカ、セパルトゥラといったバンドのカヴァーを演奏する事を楽しむためのバンドに過ぎなかった。しかしながら、バンド活動を続けていくうちに徐々に活動を本格化。2000年頃にマッティ・ピトカネン (Vo)が加入。2001年に1stデモ『Desolation』をリリース。ベースはシルヴァーが兼任した。2002年にはライヴ・デビューを飾っているが、マッティが兵役の関係で参加できず、ニコ・カッリオヤルヴィがサポートで参加した。この時のライヴが成功し、バンドメンバーも手ごたえを感じたためマッティと袂を分かちニコが新たに加入した。更に、ライヴでヘルプとしてベースを務めていたヴィレ・ソルヴァリ (B)が加入。ヴィレ加入後、名目上ではあるが長らく正式メンバーとなっていなかったシルヴァーが正式にバンドに加入している。ニコ加入後、2ndデモ『Other Flesh』と3rdデモ『Demo II』をリリース。この頃のライヴの中ではスウェーデンのデスメタルバンド・エントゥームドの前座としてステージにも立っている。この途中でヴィレが怪我をするアクシデントに襲われるが、後にヘイトフォームやモルス・プリンシピアム・エストで活動するトミー・ライストがセッションベーシストとして参加してライヴを行っている。
2003年12月に、イギリスのインディーズレコード・レーベル、レイジ・オヴ・アキレスと契約。2004年に1stアルバム『Wound Creations』をリリースしデビューする。このアルバムのレコーディング後、ヴィレが脱退。ヴィレはムーンソロウに集中するようになる。この脱退を受けて、エルッキ・シルヴェンノイネン (B)が加入した。更に、1stアルバムリリースから程なくして所属レーベルのレイジ・オヴ・アキレスが倒産してしまう。アルバムリリース時、既にレイジ・オヴ・アキレスの経営状態は不振を極めており、『Wound Creations』は1000枚程しかプレスされていなかったという。それから程なくして、フィンランドのスパイクファーム・レコードと契約。『Wound Creations』を再発する。この再発盤はテロライザー誌などの音楽雑誌で高い評価を得た。日本でもアヴァロン・レーベルから日本盤がリリースされた。この評価を受けてライヴ活動を活発化。ナグルファーやフィントロールと共に国外初ライヴを含むヨーロッパ・ツアーを敢行した。
2005年に2ndアルバム『Decrowning』をリリース。日本ではウッド・ベルから日本盤がリリースされた。2006年には、日本で行われた「Finnish Music Days in Tokyo」にペイン・コンフェッサーと共に出演。初来日となった。更に、同じく日本でのライヴ「Live Experience 1」でペイン・コンフェッサーとYOUTHQUAKEとも共演した。2007年に3rdアルバム『Reptile Ride』をリリースした。日本では前作と同様にウッド・ベルから日本盤がリリースされた。
3rdアルバムレコーディング後、エルッキが脱退。2008年5月にペッカ・ヨハンソン (B)が加入。更に同年7月にはニコも脱退する。2008年11月にアリ・コイヴネン (Vo)が加入。アリはフィンランドのアイドルシリーズで優勝したことでソロデビューを果たしていたボーカリストで、デスヴォイスを使うタイプのボーカリストではなかった。アリの加入によりアモラルは音楽性をデスメタルからパワーメタルへと一新。2009年に4thアルバム『Show Your Colors』をリリース。日本では再びアヴァロン・レーベルからのリリースとなったが、バンドに正式に加入し海外ではバンド名義でリリースされていたにもかかわらず、日本盤のアーティスト名はアリ・コイヴネン with アモラルとなっていた。2009年秋にシルヴァーが脱退。ヴァルテリ・ヒルヴォネンがセッションとしてライヴに参加して活動を継続する。2011年頭にマシ・フカリ (G)が加入した。同年に5thアルバム『Beneath』をリリースした。2014年、6thアルバム『Fallen Leaves & Dead Sparrows』をリリース。
2015年3月、元ボーカリストのニコ・カッリオヤルヴィが復帰。復帰後からニコがボーカルに加えてギターを兼任することになった。2016年2月に7thアルバム『In Sequence』をリリース。11月に、2017年1月5日のライヴをもって解散することを発表、同ライヴ敢行後解散した。

## メンバー

### 解散時のメンバー
- アリ・コイヴネン (Ari Koivunen) - ボーカル

ソロ名義でも活動。
- ニコ・カッリオヤルヴィ (Niko Kalliojärvi) - ボーカル、ギター

2008年7月に脱退するが、2015年に復帰。脱退前はボーカル専任だったが、復帰後はボーカルに加えてギターを兼任することになった。
トレースドーンで活動。
- ベン・ヴァロン (Ben Varon) - ギター
- マシ・フカリ (Masi Hukari) - ギター、シンセサイザー
- ペッカ・ヨハンソン (Pekka Johansson) - ベース
- ユハナ・カールソン (Juhana Karlsson) - ドラムス

### 元メンバー
- マッティ・ピトカネン (Matti Pitkänen) - ボーカル
- シルヴァー・オーツ (Silver Ots) - ギター

デッド・シェイプ・フィギュアで活動。
- ヴィレ・ソルヴァリ (Ville Sorvali) - ベース

ムーンソロウで活動。
- エルッキ・シルヴェンノイネン (Erkki Silvennoinen) - ベース

オムニアム・ギャザラムでも活動。アリ・コイヴネン (ソロ名義)にも参加。

## ディスコグラフィ
- 2001年 Desolation (Demo)
- 2002年 Other Flesh (Demo)
- 2002年 Demo II (Demo)
- 2004年 Wound Creations
- 2005年 Decrowning
- 2007年 Leave Your Dead Behind / The Naked Sun (Single)
- 2007年 Reptile Ride
- 2009年 The Year of the Suckerpunch (Single)
- 2009年 Show Your Colors
- 2011年 Beneath
- 2014年 Fallen Leaves & Dead Sparrows
- 2016年 In Sequence